# Kendall Schmidt
Pour les articles homonymes, voir Schmidt.
Kendall Francis Schmidt, né le 2 novembre 1990 à Wichita est un auteur-compositeur-interprète pop rock, danseur et acteur américain . Il est surtout connu pour son rôle de Kendall Knight dans Big Time Rush. Il a joué des petits rôles dans différentes séries télévisées comme Urgences, FBI : Portés disparus, Frasier et Ghost Whisperer. Il fait partie du groupe Heffron Drive avec l'acteur, chanteur et son ami d'enfance Dustin Belt, qu'il a d'ailleurs plus tard appelé à rejoindre le groupe de musiciens de Big Time Rush.

## Vie et carrière

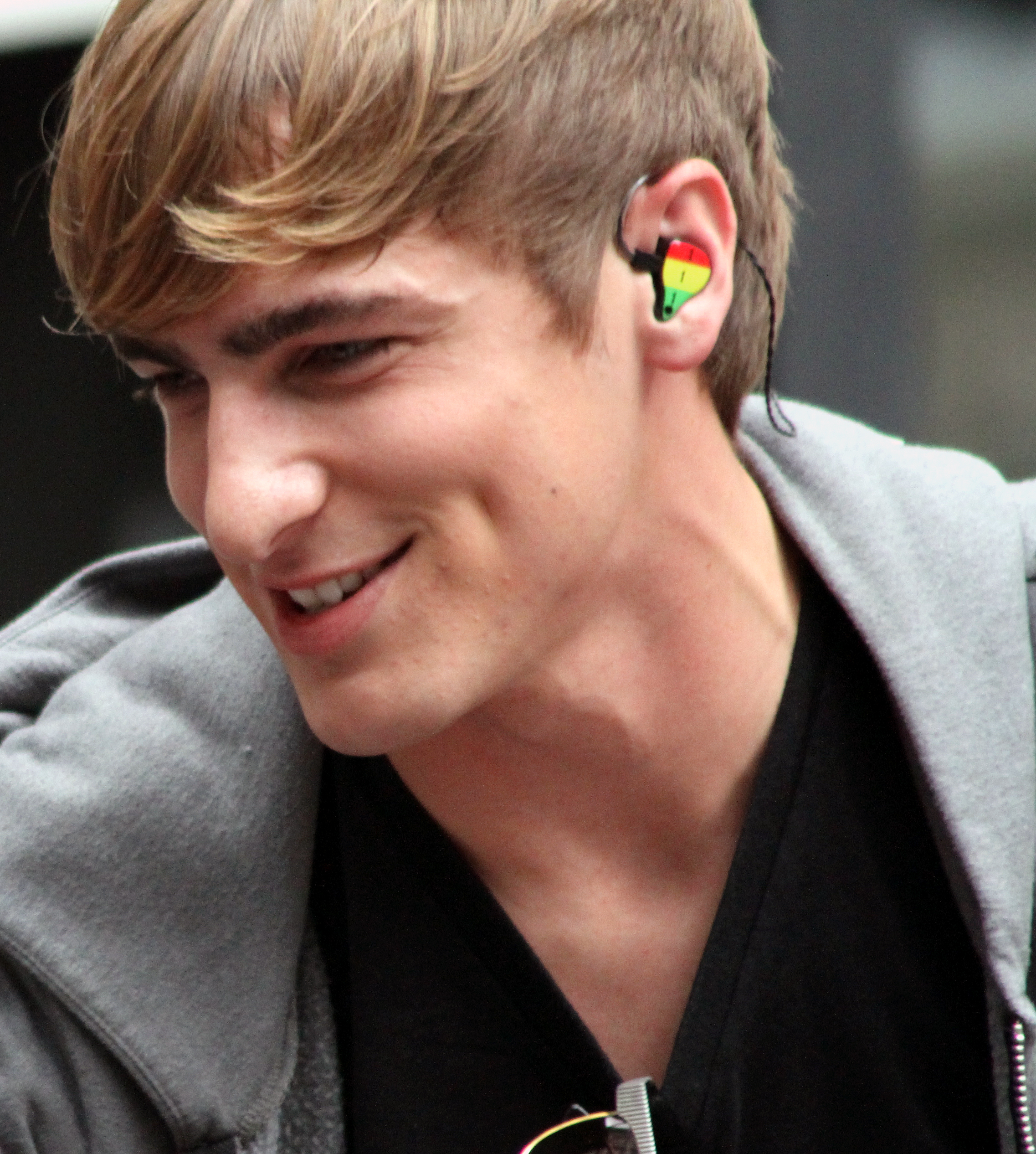
Kendall Schmidt en août 2010.

Kendall Schmidt, fils de Kent et Kathy Schmidt, a commencé sa carrière à 6 ans, apparaissant dans une publicité télévisée de Chex. Alors qu'il était âgé de 10 ans, il fut l'un des trois jeunes qui ont été engagés pour être la doublure de Haley Joel Osment dans le film de Steven Spielberg, A.I. Intelligence artificielle.
En 2009 alors que le groupe était déjà formé, les producteurs on décidé de se séparer de l'un des membres jugé faisant plus âgé que les autres. À la suite des recommandations de son ami et « co-membre » de Big Time Rush Logan Henderson, il a été engagé dans la série Big Time Rush produit par Nickelodeon comme l'un des quatre personnages principaux. Il y joue Kendall Knight, un fan de hockey du Minnesota qui aura l'opportunité de partir pour Los Angeles pour former avec ses trois meilleurs amis un groupe accompagné de sa mère et sa petite sœur.
La toute première émission de Big Time Rush a été regardée par 7,1 millions de téléspectateurs, record d'audience pour une série dans l'histoire de Nickelodeon.
Son frère Kevin Schmidt est également acteur et est connu pour son rôle dans le feuilleton télévisé Les Feux de l'amour où il incarne Noah Newman depuis 2008. Il a un autre frère nommé Kenneth Schmidt. Sa mère a une petite entreprise nommée Choose180 qui vend des chandails, colliers, bracelets présentant des citations qui encouragent à poursuivre passions et rêves.
En mars 2014, le groupe Heffron Drive sort son premier single, Parallel, sous son propre label, TOLBooth Records.

### 2009-13Big Time Rush

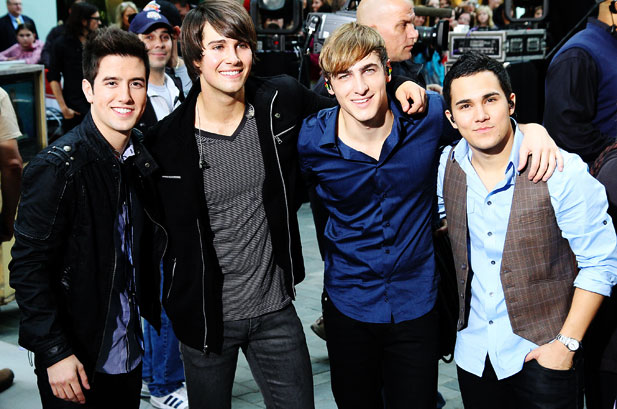
BIG TIME RUSH

2009. Son rôle, celui de "Kendall Knight" est un personnage qui lui ressemble. Il est le plus cool et le petit malin de la bande Big Time Rush.
Big Time Rush sort leur premier album, intitulé BTR, qui est sorti le 11 octobre 2010 et a débuté au numéro 3 sur le Billboard 200. Il est plus tard certifié disque d'Or avec plus de 500 000 exemplaires aux États-Unis.
En novembre 2010, il a été annoncé qu'une spéciale de Noël de Big Time Rush sortirait dans le mois, et que des titres de Noël seraient publiés pour coïncider avec l'épisode. Le 30 novembre 2010, ils ont sorti le EP vacances Holiday Bundle, avec deux chansons : "Belle Noël" et la couverture de "All I Want for Christmas Is You", à l'origine interprété par Mariah Carey.
Le 15 février 2011, « Boyfriend » sort comme premier single officiel du groupe à intégrer la radio américaine et a culminé au numéro soixante-douze sur le Billboard Hot 100, devenant leur titre le plus vendu à ce jour.
Schmidt et le groupe annonce qu'ils enregistrent leur deuxième album studio, juste après Nickelodeon renouvèle la série pour une troisième saison. Le premier single, "Music Sounds Better With U", est sortie le 1er novembre, 2011.Leur deuxième album, Elevate, sort le 21 novembre 2011 et débute au numéro 12 sur le Billboard 200. Il s'est vendu à plus de 70 000 exemplaires dans sa première semaine. Bien que le soit pic inférieur à leur précédent album, il s'est bien mieux vendu.
En 2012 sort le film Big Time Movie.
En 2013, Nickelodeon a renouvelé la série Big Time Rush pour une quatrième saison de 13 épisodes. Le troisième album, 24/Seven, sort le 11 juin 2013 et de nombreuses critiques établirent des comparas la série pour une cinquième saison. Les membres du groupe n'ont pas défini s'ils allaient continuer le groupe ou s'arrêter là.

## Discographie
Voir Big Time Rush .

## Filmographie
| Année | Titre                | Rôle           | Notes       |
| ----- | -------------------- | -------------- | ----------- |
| 2001  | According to Spencer | Chad           | Non Crédité |
| 2012  | Big Time Movie       | Kendall Knight | Téléfilm    |
| 2016  | The Great Migration  | Brando         |             |

| Année     | Titre                      | Rôle                  | Notes                                       |
| --------- | -------------------------- | --------------------- | ------------------------------------------- |
| 2001      | Raising Dad                | Noah                  | (Saison 1, Episode 4)                       |
| 2001–02   | Gilmore Girls              | Peter                 | (Saison 2, Episode 5) (Saison 3, Episode 3) |
| 2002      | Frasier                    | Young Frasier         | (Saison 10, Episode 8)                      |
| 2004      | Urgences                   | Damian                | (Saison 10, Episode 4)                      |
| 2004      | Phil of the Future         | Jake                  | (Saison 2, Episode 6)                       |
| 2004      | CSI: Miami                 | Dominic Abeyta        | (Saison 3, Episode 6)                       |
| 2009      | Ghost Whisperer            | Jeff                  | (Saison 4, Episode 14)                      |
| 2009      | Without a Trace            | Shay Hanson           | (Saison 7, Episode 23)                      |
| 2009–2013 | Big Time Rush              | Kendall Knight        | Rôle Principal                              |
| 2011      | Hand aufs Herz             | Lui-même              | "Saison 1, Episode 210"                     |
| 2012      | How to Rock                | Lui-même              | (Saison 1, Episode 6)                       |
| 2012      | Marvin Marvin              | Lui-même              | (Saison 1, Episode 19)                      |
| 2015      | The Penguins of Madagascar | Kendall the Beaver    | "Tunnel of Love" (Saison 3, Episode 29)     |
| 2012      | School of Rock             | Justin (night lizard) | Battle of the bands                         |

| Année   | Titre     | Rôle        | Notes          |
| ------- | --------- | ----------- | -------------- |
| 2008–11 | Poor Paul | Guitar John | Rôle principal |